# Непокупний Анатолій Павлович
Анатолій Павлович Непокупний (18 березня 1932, Полтава — 25 жовтня 2006, Київ) — український мовознавець, літературознавець, поет, перекладач. Доктор філологічних наук (1975), професор (1991), член-кореспондент НАН України (1988), іноземний член Академії наук Латвійської Республіки (2004), голова Української ономастичної комісії.

## Біографія
Анатолій Непокупний народився у Полтаві у родині вчителів. У 1950 р. закінчив там середню школу № 4. У 1955 р. з відзнакою закінчив російсько-слов'янське відділення філологічного факультету Київського державного університету імені Тараса Шевченка і продовжив навчання в аспірантурі під науковим керівництвом видатного лінгвіста академіка Л. А. Булаховського.
У 1958–1959 рр. працює у редакції УРЕ на посаді літературного редактора. У 1959-1961 рр. — у Київській державній лабораторії математичної лінгвістики на посаді провідного інженера. У грудні 1961 А. П. Непокупного прийнято на роботу на посаду молодшого наукового співробітника Інституту мовознавства ім. О. О. Потебні АН УРСР.
В аспірантурі він спочатку зайнявся дослідженням дієслова «бути» у східнослов'янських мовах, але згодом зацікавився литовською мовою і після подорожі до Литви змінює тему вже майже готової дисертації і присвячує своє нове дисертаційне дослідження проблемам балтійського субстрату в слов'янських мовах. Це дослідження вилилося у монографію «Ареальные аспекты балто-славянских языковых отношений» (Київ, 1964), яка 1965 р. була захищена у Вільнюсі як кандидатська дисертація.
У 1969 році Анатолія Непокупного переведено на посаду старшого наукового співробітника Інституту мовознавства ім. О. О. Потебні АН УРСР за конкурсом.
Балто-слов'янські мовні зв'язки стали об'єктом і докторської дисертації, також захищеної у Вільнюсі і виданої окремою монографією «Балто-севернославянские языковые связи» (Київ, 1976).
1982 року А. П. Непокупний очолив відділ романо-германського мовознавства, який під його керівництвом розширив спектр своєї діяльності й став відділом романських, германських та балтійських мов. При відділі була заснована аспірантура зі спеціальності «балтійські мови», отож саме А. Непокупного можна вважати засновником школи балтистики в Україні.
1988 року вченого обрано членом-кореспондентом АН УРСР за спеціальністю «германські мови», а у 1991 присвоєно звання професора зі спеціальності «теорія мовознавства».
Анатолій Непокупний помер на 75-му році життя в Києві.

## Наукова діяльність
А. П. Непокупний — відомий у світі балтист, славіст, германіст, автор близько 300 друкованих праць, опублікованих у різних країнах світу. Спектр його наукових інтересів був дуже широким. Сюди входили актуальні питання ареальних зв'язків індоєвропейських мов, історичної типології, діалектології та ономастики, термінології, етимології. У мовознавчих виданнях українською, російською, литовською, латиською та іншими мовами він опублікував ряд статей про літуанізми в українській та інших слов'янських мовах, балтійські та слов'янські географічні терміни і топоніми, проблеми ятвязької мови, про різні особливості балтійських і слов'янських мов. Він знайшов низку доти невідомих у науковому обігу балтизмів у слов'янських мовах.

### Балтистика
На особливу увагу заслуговує ряд статей А. П. Непокупного про літуанізми української та інших слов'янських мов. Це статті, надруковані в журналі «Мовознавство»: «Українсько-балтійські студії» (1968, № 6), «До балто-східнослов'янських мовно-етнографічних та етнічних взаємин» (1969, № 3), «Літуанізми в лексиці українських пам'яток» (1970, № 6); у журналі «Baltistica»: «Литавия и другие литуанизмы в украинских (восточнославянских) грамматиках и словарях XVI–XVII вв.» (1971, 7(1)), «Литовские заимствования в письменных памятниках Волыни и среднего Поднепровья» (1972, 1 додаток). У цих статтях вперше представлено українські балтизми: бóнда ‘корова, яка йде на посаг нареченій’ — лит. bandà ‘череда’; вайтять ‘висловлювати незадоволення’ — лит. vaitóti ‘стогнати’; ловж ‘купа гілля’ — лит. laužas ‘т.с.’. Представлено також низку літуанізмів, зафіксованих у лексиці українських пам'яток: бакшта замість башта — пор. лит. bokštas, свирен ‘комора’ — лит. svirnas, примен — лит. priemene ‘сіни’ тощо.
Статті, присвячені іншим питанням балто-слов'янських мовних зв'язків: «Лингво- и зоогеографические замечания к взаимосвязи балт. gulbis и слав. kъlpь», «Baltistica» (1966, 2(1)), «Балто-севернославянские ареальные этюды» (Ibidem, 1967, 3(1)), «Пояс» — одно из названий радуги в атласах балтийских и славянских языков" (Ibidem, 5(1)).
Окремої уваги потребує науково-популярна книжка «Балтійські родичі слов'ян» (Київ, 1979) за авторством Непокупного, яку було перекладено литовською мовою і видано у Вільнюсі в 1983 р. У цій справді унікальній книжці розглядаються не тільки особливості балтійських і слов'янських мов, але й аналізуються їх етнографічні, фольклорні зв'язки, згадуються дня Тараса Шевченка у Вільнюсі, а класика литовської літератури Майроніса — у Києві, пишеться про зіткнення цих народів на різних перехрестях історії, про спільні їх битви й перемоги.
Особливо цікавили дослідника ятвяги, розкриттю таємниць яких присвячено чимало статей. Це, зокрема, стаття в журналі «Мовознавство» (1971, № 6) «З мовної спадщини ятвягів», а також «Названия ятвяжских сел на -ища в галицкой части Ипатьевской летописи» в збірнику «Балто-славянские контакты», «Sudawskie, Sudowlany и еще одно старобелорусское название ятвягов» у збірнику «Балто-славянские исследования», 1980. Чимало місця проблемі ятвягів відведено і в уже згаданій його книжці «Балто-севернославянские языковые связи».
На окрему згадку заслуговує внесок професора А. Непокупного в таку галузь балтистики, як пруссистика. Ще у виданій у Вільнюсі 1986 р. книжці «Дослідження балтійських мов» («Baltų kalbų tyrinėjimai») Альгірдас Сабаляускас відзначає А. Непокупного як одного з чільних пруссистів у колишньому Радянському Союзі. Тут слід згадати насамперед його цінну статтю про слов'янізми прусської мови та їх зв'язок з лексикою кашубських говірок вармійських мазурів: «Прусские славизмы и лексика кашубских и варминско-мазурских говоров польского языка» в журналі «Baltistica», 1973, 9(2). В ній уточнюється ціла низка етимологій слів прусської мови.

### Ономастика
Важливою частиною творчого доробку вченого є ономастичні студії. Він є автором розділів у монографіях «Гідронімія України в її міжмовних і міждіалектних зв'язках» (1981 р.), «Міжетнічні зв'язки в українській антропонімії XVII ст. („Реєстри всього Війська Запорозького 1649 р. і мовно-територіальні контакти“)» (1989 р.), співавтором «Словника гідронімів України» (1979 р.), теоретичних коментарів у виданні пам'ятки «Реєстр війська Запорозького 1649 року» (1995 р.).

### Літературознавство
Ще одним щирим захопленням науковця був Тарас Шевченко і його зв'язки з Литвою. А. П. Непокупному належить чимало відкриттів у цій галузі: він виявив багато нових фактів з біографії поета (розвідки «Балтійські зорі Тараса. Литва в житті і творчості Т. Г. Шевченка», «Т. Г. Шевченко і П. В. Енгельгардт», обидві 1980 р., «Т. Г. Шевченко, 1831 рік. Подорож з Вільна до Петербурга», 1990 р., «Невідомий Тарасів побратим: постскриптум до від'їзду Т. Г. Шевченка з Вільна», «Вільно, 1829 рік: ще одна, неофіційна адреса Т. Г. Шевченка», обидві — 1992 р.).
Українсько-литовські і українсько-латиські літературні відносини — тема статей «Київські сюжети Яніса Райніса», «Київська alma mater класиків литовської літератури», досліджень, пов'язаних з життям Лесі Українки в Литві.
Вартий згадки той факт, що саме завдяки зусиллям Анатолія Непокупного у вільнюському Старому місті встановлено меморіальні таблички про перебування у тих місцях Т. Г. Шевченка.

## Літературна творчість та переклад
Крім наукового, А. П. Непокупний мав також поетичний хист. Частина його поетичного доробку ввійшла до збірки «Золото вікон» (1989 р.). У його книзі «Балтійські родичі слов'ян» до кожного із шести розділів написані віршовані вступи і завершення за власним авторством ученого (до прологу та епілогу — віршовані вступи).
Анатолій Непокупний добре знав литовську, латиську, польську та чеську мови. Його перу належать переклади творів литовських поетів Майроніса, А. Малдоніса, М. Мартінайтіса, прози Р. Гранаускаса, латиських письменників О. Чака, І. Аузіньша.

## Відзнаки
У 1998 році А. П. Непокупний став кавалером ордена Великого литовського князя Гедиміна ІІІ ступеня Литовської Республіки (1998 р.). 29 жовтня 2002 р., під час візиту до Литви Президента України Л. Кучми, Президент Литовської Республіки Валдас Адамкус вручив цю нагороду Анатолію Павловичу Непокупному, який прибув разом з українським президентом. Державної нагороди український мовознавець, перекладач і поет був удостоєний, за офіційним формулюванням, «за заслуги в розвитку міждержавних відносин між Україною і Литвою».

## Праці

### Вибрані наукові роботи
- Ареальные аспекты балто-славянских языковых отношений. — Киев: «Наукова думка», 1964. — 164 с.
- Балто-севернославянские ареальные этюды. «Лес» и «поле» в названиях пространства вне дома (двора), диких птиц (животных) и охоты // Baltistica. — 1967. — Т.3. — № 1 — С. 71-85.
- Географические термины и топонимы Украинского Полесья и балтийские (иранские) названия рельефа // Baltistica. — 1970. — Т. 6. — № 1. — С. 11-26.
- Літуанізми в лексиці українських пам'яток // Мовознавство. — 1970. — № 6. — С. 30-40.
- З мовної спадщини ятвягів // Мовознавство. — 1971. — № 6. — С. 13-25.
- Литовские заимствования в письменных памятниках Волыни и Среднего Поднепровья // Baltistica. — 1972. — 1 priedas. — C. 101–114.
- Балто-севернославянские языковые связи. — Киев: «Наукова думка», 1976. — 227 с.
- Балтийская и балто-славянская географическая терминология Белоруссии и Украины // Acta Baltico-Slavica. — (Warszawa), 1976. — T. 9. — C. 99-123.
- Латыш, Латвия и Курземе в антропонимии украинского казачества XVI–XVII вв. // Контакты латышского языка. — Рига: «Зинатне», 1977. — С. 96-108.
- Балтійські родичі слов'ян. — Київ: «Наукова думка», 1979. — 183 с.
- Названия ятвяжских сел на -ища в галицкой части Ипатьевской летописи // Балто-славянские этноязыковые контакты. — Москва: «Наука», 1980. — С. 169–180.
- Проблемы языковых и фольклорных балтизмов в островных русских говорах Житомирщины // Русские говоры на Украине. — Киев: «Наукова думка», 1982. — С. 115–128.
- «У Вільні, городі преславнім…» / Встановлено адреси перебування Т. Г. Шевченка в столиці Литви // Літературна Україна. 1985. № 42 (від 17 жовтня 1985). — С. 4-5.
- Вільнюс: два будинки, де жив Т. Г. Шевченко // В сім'ї вольній, новій: Шевченківський збірник. — Вип. 4. — Київ: «Радянський письменник», 1988. — С. 227–240.
- [Германо-балто-слов'янські ізоглоси] // Общая лексика германских и балто-славянских языков. — Киев: «Наукова думка», 1989. — 357 с. (близько 7 авт. арк.).
- Балтійські зорі Тараса. Литва в житті і творчості Т. Г. Шевченка // «У Вільні, городі преславнім…» — Київ: «Дніпро», 1989. — С. 151–350.
- Апелятив литва в «Енеїді» І. П. Котляревського та його культурно-історична паралель у «Несамовитому Роланді» Л. Аріосто // Проблеми сучасної ареалогії. — Київ: «Наукова думка», 1994. — С. 288–293.
- Слов'янська термінологія підвищеного рельєфу в індоєвропейському аспекті // Мовознавство. — 1998. — № 2-3. — С. 62-77.
- Этноним литва и название дружины жениха в свадебных песнях Украины, Белоруссии и Польши // Senosios raštijos ir tautosakos sąveika: kultūrinė Lietuvos Didžiosios kunigaikštystės patirtis (Senoji Lietuvos literatūra, 6 knyga). — Vilnius, 1998. — C. 88-104.
- «Реєстр Війська Запорозького 1649 р.» як словник, покладений на карту // Українська мова. — 2001. — № 1. — С. 35-46.
- ‘Кресло солнца’ как название прусского села и стихотворения Я. Райниса (в связи с балтийским фольклором, фито- и оронимиконом) // Балто-славянские исследования, [Т.] XV. — Москва, 2002. — С. 251–278.
- Балти та південні слов'яни в їхній лексико-словотвірних зв'язках: назви лісів і чагарників на -or-/-arь // Мовознавство. — 2003. — № 2-3. — С. 14-29.
- З України до Литви: українсько-литовський розмовник. Iš Ukrainos į Lietuvą: ukrainiečių — lietuvių pokalbių knygelė. — Луцьк: Волинська обласна друкарня, 2004. — 130 с. (Співавтор — А. Л. Тараненко).
- Куршско-полабская топонимическая изоглосса Cirspene — Circipene // Baltų onomastikos tyrimai: Aleksandrui Vanagui atminti. — Vilnius: Lietuvių kalbos institutas, 2006. — C. 186–214.

### Поетичні твори
- Золото вікон. Поезії / Передмова Ю. Марцінкявічіса. — Київ: Радянський письменник, 1989. — 119 с.

### Художні переклади
- Чак О. Кленовий листок. З латиської. — Київ: Веселка, 1974. — 56 с.